# Moritz Geiß
Philipp Konrad Moritz Geiß (* 7. September 1805 in Berlin; † 10. September 1875 ebenda) war ein deutscher Eisen- und Zinkgießer sowie Begründer der Zinkgussindustrie.

## Leben und Wirken
Der 1805 in Berlin geborene Moritz Geiß stammte aus der zweiten Ehe des Eisengießers Johann Conrad Geiß mit Caroline Christiane Vasseur. Nach seiner schulischen Erziehung in der Plamannschen Anstalt und im Gymnasium des Grauen Klosters besuchte er das „Königliche Gewerbe-Institut“ in Berlin. Anschließend absolvierte er ein einjähriges Praktikum in den schlesischen Eisengießereien in Gleiwitz und Malapane. Zurück in Berlin, nahm Geiß Privatunterricht in Zeichnen und Perspektive bei dem Maler und späteren Direktor der Zeichenakademie zu Hanau Theodor Pelissier (1794–1863), der sich 1826 zu eigenen Studienzwecken in Berlin bei Karl Wilhelm Wach aufhielt und erwarb im Gemeinschaftsatelier der Brüder Karl und Ludwig Wilhelm Wichmann Kenntnisse im Modellieren. Zugleich betrieb er physikalische und chemische Studien und ging anschließend zur Weiterbildung auf eine eineinhalbjährige Studienreise nach England und Frankreich.
Zwischen 1814 und 1836 nahm Geiß mit kleinen Eisengussarbeiten, wie Uhren, Musikinstrumenten, Zierwaffen und filigranen Schmuckteilen an den Berliner Akademieausstellungen teil. Für seine kunstfertig ausgeführten Werke wurde er 1828 zum „Akademischen Künstler“ ernannt. Nachdem ihn sein Vater 1830 als Mitinhaber in dessen Eisengießerei aufgenommen hatte, betitelte er sich Fabrikbesitzer und acad. Künstler P. C. M. Geiß junior. Ab 1832 arbeitete Geiß auch in Zinkguss in seiner im selben Jahr gegründeten ersten Berliner Zinkgießerei am Oranienburger Tor.
Bereits Ende der 1820er Jahre erprobte und entwickelte Moritz Geiß ein Verfahren, vollplastische Figuren aus Zinkguss herzustellen. Im Gegensatz zu den aufwendigen und teuren Bronze- und Eisengussarbeiten konnten mit der neuen Technologie Figuren und Architekturteile schneller und kostengünstiger nachgegossen oder neu erstellt werden. Teilstücke mit einer Wandstärke von zwei bis acht Millimetern wurden einzeln hergestellt und dann miteinander verlötet. Nach und nach erfolgten verschiedene Oberflächenbehandlungen, unter anderem mit weißer Ölfarbe oder Vergoldungen. Seit 1852 stellte er Zinkgüsse mit galvanischen Färbungen her. Geiß verstand es gut, die Zinkgussarbeiten bronzeartig zu färben. Mit dem Verfahren konnten schadhafte Kunstwerke aus Sandstein ersetzt werden, die abgeformt wurden und übermalt oder gesandelt den Originalen antiker und zeitgenössischer Bildwerke aus Stein täuschend ähnlich sahen. Seine Arbeiten nach Entwürfen von Karl Friedrich Schinkel, Friedrich August Stüler, Heinrich Strack, Ludwig Persius, Johann Gottfried Schadow, Eduard Knoblauch, Christian Daniel Rauch, August Kiß und weiteren publizierte er ab 1841 in einzelnen Musterheften unter dem Titel Zinkguß-Ornamente nach Zeichnungen von Schinkel, Stüler, Strack, Persius... in genauen Abbildungen nach dem Maßstabe zum Gebrauch für Architekten, Bauhandwerker und alle der Ornamentik Beflissenen. Zudem nahm Geiß an Ausstellungen teil und besuchte 1842 die „Erste Deutsche Industrieausstellung“ in Mainz, 1844 die „Allgemeine Deutsche Gewerbe-Ausstellung“ in Berlin, 1851 die Weltausstellung in London und 1854 die „Erste Allgemeine Deutsche Industrieausstellung“ in München.
Moritz Geiß starb drei Tage nach seinem 70. Geburtstag am 10. September 1875 in Berlin und wurde auf dem dortigen Domfriedhof I an der Liesenstraße beigesetzt. Das Grab ist nicht erhalten. Seine Firma hatte Geiß bereits 1870 an seinen Geschäftsführer Ludwig Emil Adalbert Castner (1832–1907) übergeben, der sie unter dem Namen „A. Castner, vorm. M. Geiß“ bis 1889 weiterführte.

## Familie
Moritz Geiß heiratete 1842 Maria Lauerbach (1821–1851), die Tochter des Wiener Kaufmanns Georg Friedrich Lauerbach. Mit ihr hatte er zwei Söhne und drei Töchter. Nach dem Tod seiner Ehefrau ging er 1854 mit der verwitweten Florentine von der Lehe (1810–1890), Tochter des Berliner Kunsthändlers Johann Baptist Weiß, eine zweite Ehe ein.
Am Grabmal auf dem Friedhof II der Domgemeinde befanden sich Reliefs von Moritz Geiß und seiner ersten Frau Maria Geiß, die nach dem Zweiten Weltkrieg verloren gingen. Es existieren jedoch Nachgüsse als Porträtmedaillons in Bronze und Eisen.

## Werke (Auswahl)
- ab 1825 zahlreiche Zinkgussarbeiten auf dem Schlossgelände Glienicke, Berlin
- Um 1831/1832 Vergoldungen im Konzertsaal des Hótel de Russie in Berlin. Im Auftrag von E.J. Roth dem Besitzer und in Zusammenarbeit mit Fabrikant Mencke und Friedrich Wilhelm Langerhans[7]
- 1839 Kämpfende Amazone (verloren). Zinkguss nach einem Modell von August Kiss. Ehemals nördliche Treppenwange am Schloss Charlottenhof, Potsdam
- 1842 Kämpfende Amazone. Zinkguss nach dem Bronzeoriginal von August Kiss vor dem Alten Museum Berlin
- 1839 Betender Knabe aus vergoldetem Zinkguss (nicht erhalten). Erstellt nach antikem Original. Ehemaliger Standort: Kaskaden an der Ostseite des Parks Sanssouci, Potsdam
- 1841 Vier Karyatiden nach einem Entwurf von August Kiss (1839) am Winzerhaus oberhalb des Triumphtors, Potsdam
- 1843 Athene, Figur für eine Nische in der Ostwand der Villa Schöningen, Potsdam
- vor 1844 Grabmal für Ernst Ludwig von Tippelskirch, nach einem Entwurf von August Soller, Alter Garnisonfriedhof, Berlin
- 1847 Reliefbilder an Kanzel, Altarschranken und Emporenbrüstungen in der Kirche St. Nikolai, Potsdam, nach einer Zeichnung von Karl Friedrich Schinkel und einem Modell von August Kiß
- um 1850 Messing- und Zinkverkleidungen („Kunstform“) der Eisenkonstruktionen im Neuen Museum, Berlin
- 1851 Zinkgussornamente am Gebälk des „Dreikönigsportals“. Ehemaliger stadtseitiger Eingang (Schopenhauerstraße) zum Friedenskirchengelände, Potsdam
- 1853 Schäfer und Hund im Kampf mit einem Panther, verkupferter Zinkguss nach einem Modell von Julius Franz (1996/97 Bronzeneuguss). Sizilianischer Garten im Park Sanssouci, Potsdam
- 1854 Standbild der Victoria (nach Rauch) auf der Siegessäule in Heidau, Schlesien, auf dem Scheuberg – gestiftet vom Offizierskorps des VI. Armee-Korps
- um 1854 Betendes Mädchen und Knabe mit Bibel, Zinkguss. Nach einem Entwurf von Christian Daniel Rauch (1993 Bronzenachguss). Toreingang zum Friedensgarten an der Friedenskirche, Potsdam
- 1856 Farnesischer Stier (nicht erhalten). Zinknachguss nach antiker Gruppe im Nationalmuseum Neapel. Ehemals auf der obersten Terrasse am Orangerieschloss, Potsdam
- 1856 Rubenow-Denkmal, Greifswald
- 1858 Standbild der Kurfürstin Luise Henriette von Oranien, Oranienburg, Luisenplatz vor dem Schloss
- 1860 Taufengel, Martin-Luther-Kirche in Gütersloh. Bronzierter Zinkguss nach einem Original von Bertel Thorvaldsen
- 1864 Standbild des preußischen Königs Friedrich II., Kloster Zinna
- 1869 Standbild Friedrich II., auf dem Friedrichsplatz in Liegnitz/Schlesien, enthüllt am 15. August 1869 (109. Jahrestag der Schlacht bei Liegnitz), nach Witterungsschäden 1904 abgetragen und beseitigt. Auf dem erhaltenen Sockel wurde eine Kopie aus Hohlgalvanobronze errichtet.
- Eine Viktoria (nach Rauch) für die Siegessäule (Siegburg) (Guss von Geschäftnachfolger Adalbert Castner)

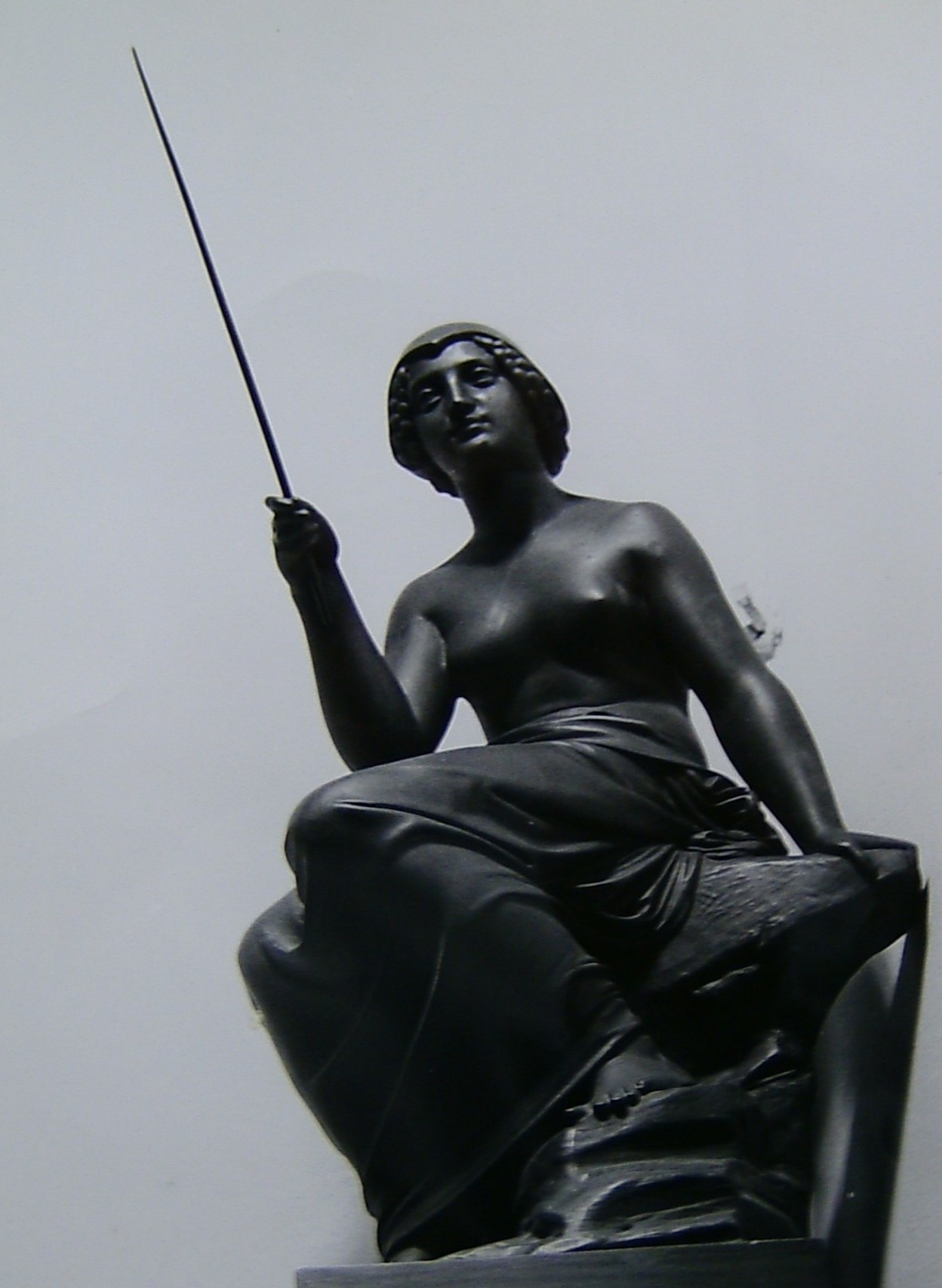
Anglerin. Zinkgussplastik aus der Firma Moritz Geiß
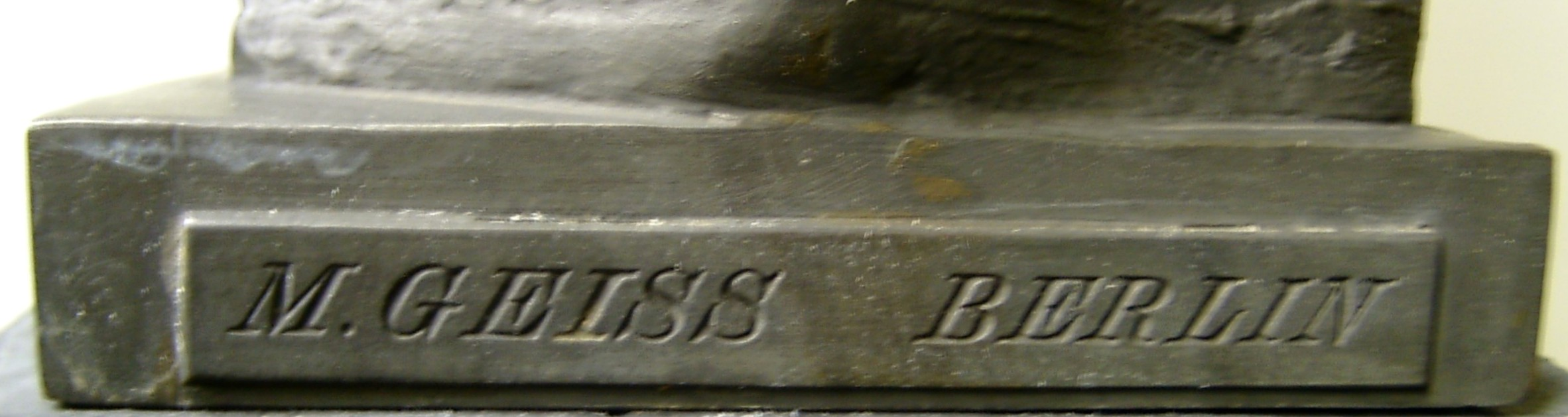
Plinthe der Sitzfigur Anglerin
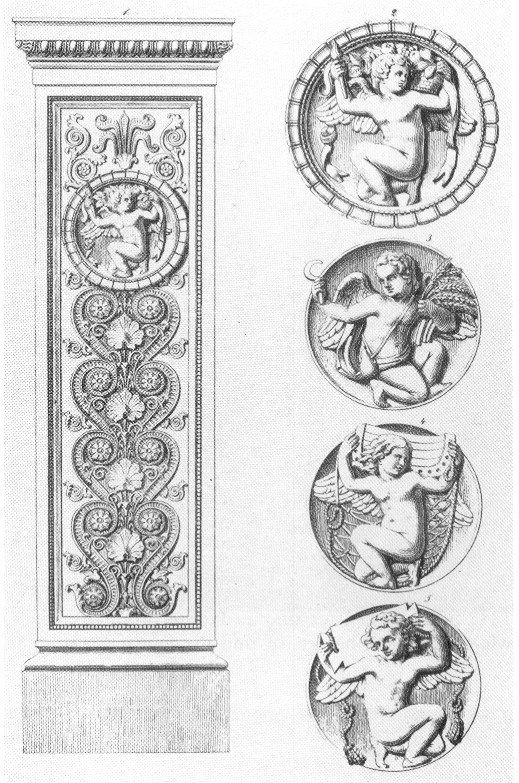
Ornamentplatten: Musterheft 13, Tafel 4, Moritz Geiß, Berlin 1863 (Balkonvorbau Schloss Glienicke)
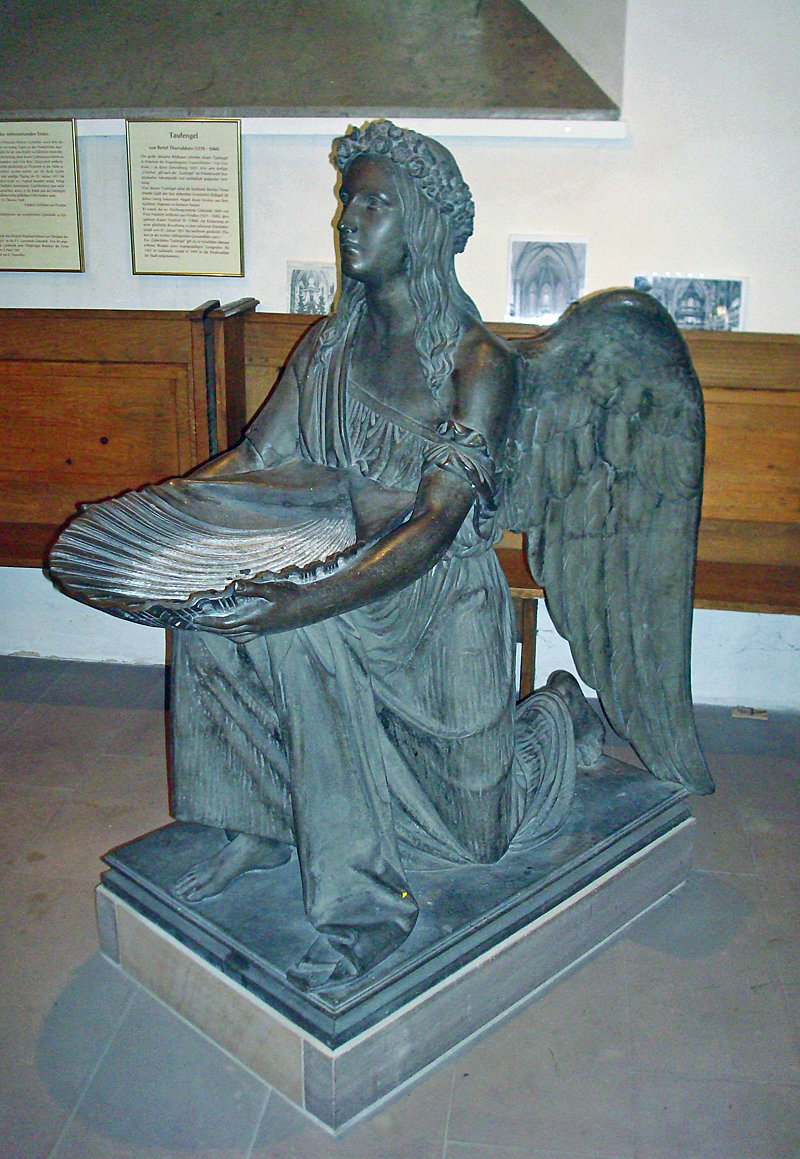
Taufengel in der Gütersloher Martin-Luther-Kirche
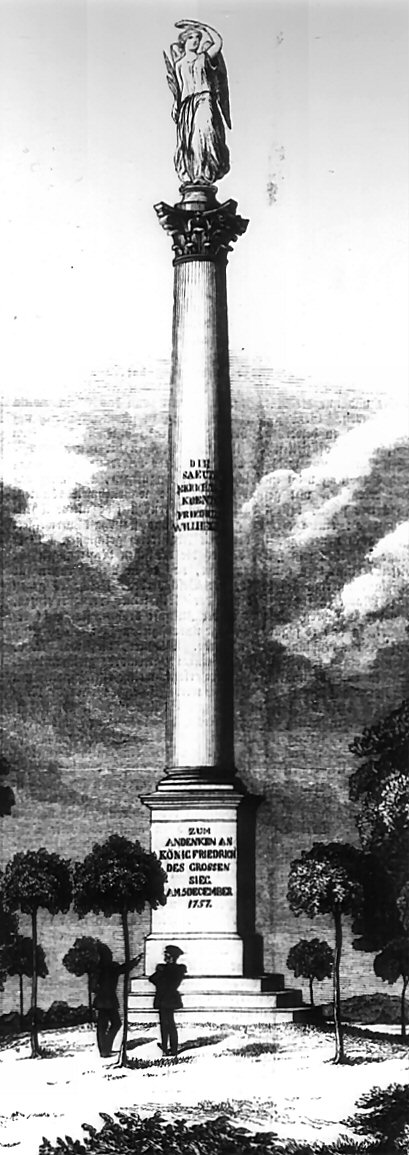
Siegessäule bei Heidau